# Heinrich Porges
Heinrich Porges   (Praga, 25 de novembre de 1837 - Múnic, 17 de novembre de 1900) mestre de capella, crític musical i escriptor txec-austríac d'origen jueu.
Fill de Simon Porges (1801-1869) i de la seva esposa Charlotte. Va estudiar Filosofia i Dret a Praga, i es va dedicar més tard a la música. El 1863 es va convertir en assistent del crític Franz Brendel a l'edició de "Neue Zeitschrift für Musik" de Leipzig, i des de 1867 de la Süddentsche Presse, de Múnic, sent després professor de l'Escola Reial de Música. Amic i ardent partidari de Wagner, també propagà les obres de Berlioz, Liszt, Cornelius i Bruckner, fundant el 1886 una societat de concerts que també executava música dels clàssics com Palestrina, Bach, etc.
A més de nombrosos articles, se li deu: Ueber die Aufführung der 9. Symphonie unter R. Wagner (1872), Die Buhnenproben zu den 1876 er Festpielen (1877), i Tristan und Isolde, publicada per Wolzogen el 1906. També va compondre diversos lieder.
Porges es va casar amb Wilhelmine Merores; l'escriptora Elsa Bernstein era la seva filla. La seva mort es va produir el 1900 durant un assaig de l'oratori Christus de Franz Liszt a Múnic.